# Somerset (New Jersey)
Somerset ist ein Census-designated place im Somerset County, New Jersey, USA. Bei der Volkszählung von 2000 wurde eine Bevölkerungszahl von 23.040 registriert.

## Geographie
Die geographischen Koordinaten der Stadt sind 40°29'54" nördliche Breite und 74°29'2" westliche Länge.
Nach den Angaben des United States Census Bureaus beträgt die Gesamtfläche von Somerset 13,9 km2, wovon 13,8 km2 Land und 0,1 km2 (0,56 %) Wasser ist.

## Demographie
Nach der Volkszählung von 2000 gibt es 23.040 Menschen, 8.238 Haushalte und 5.799 Familien in der Stadt. Die Bevölkerungsdichte beträgt 1.669,0 Einwohner pro km2. 43,94 % der Bevölkerung sind Weiße, 38,55 % Afroamerikaner, 0,26 % amerikanische Ureinwohner, 8,23 % Asiaten, 0,05 % pazifische Insulaner, 6,04 % anderer Herkunft und 2,94 % Mischlinge. 12,00 % sind Latinos unterschiedlicher Abstammung.
Von den 8.238 Haushalten haben 31,2 % Kinder unter 18 Jahre. 52,6 % davon sind verheiratete, zusammenlebende Paare, 12,9 % sind alleinerziehende Mütter, 29,6 % sind keine Familien, 22,8 % bestehen aus Singlehaushalten und in 6,8 % Menschen sind älter als 65. Die Durchschnittshaushaltsgröße beträgt 2,78, die Durchschnittsfamiliengröße 3,29.
24,0 % der Bevölkerung sind unter 18 Jahre alt, 8,7 % zwischen 18 und 24, 32,6 % zwischen 25 und 44, 23,3 % zwischen 45 und 64, 11,4 % älter als 65. Das Durchschnittsalter beträgt 36 Jahre. Das Verhältnis Frauen zu Männer beträgt 100:94,3, für Menschen älter als 18 Jahre beträgt das Verhältnis 100:91,9.
Das jährliche Durchschnittseinkommen der Haushalte beträgt 65.831 USD, das Durchschnittseinkommen der Familien 73.040 USD. Männer haben ein Durchschnittseinkommen von 50.309 USD, Frauen 36.162 USD. Der Prokopfeinkommen der Stadt beträgt 26.798 USD. 7,0 % der Bevölkerung und 4,9 % der Familien leben unterhalb der Armutsgrenze, davon sind 9,9 % Kinder oder Jugendliche jünger als 18 Jahre und 4,3 % der Menschen sind älter als 65.

## Einwohnerentwicklung
| Jahr | Einwohner¹ |
| ---- | ---------- |
| 1980 | 21.731     |
| 1990 | 22.070     |
| 2000 | 23.040     |
| 2005 | 23.500     |

¹ 1980 – 2000: Volkszählungsergebnisse; 2005: Schätzung

## Wirtschaft
Ferrero betreibt eine Produktionsstätte in Somerset, sie ist die einzige des Konzerns in den USA.